# Niels Flemming Hansen
Søren Pape Poulsen (ur. 16 maja 1974 w Vejle) – duński polityk i przedsiębiorca, poseł do Folketingetu, deputowany do Parlamentu Europejskiego X kadencji.

## Życiorys
Syn polityk i przedsiębiorcy Flemminga Hansena. Kształcił się w szkole handlowej w miejscowości Kolding. Pracował jako menedżer do spraw sprzedaży. Wraz z bratem przejął od ojca rodzinną sieć obuwniczą Holst Sko. Został też współwłaścicielem przedsiębiorstwa Wine-direct.dk.
Działacz Konserwatywnej Partii Ludowej. W 2019 uzyskał po raz pierwszy mandat posła do Folketingetu. Utrzymał go w kolejnych wyborach parlamentarnych w 2022. W 2024 został wybrany do Europarlamentu X kadencji.